# Luca Montuori
Luca Montuori (Avellino, 18. veljače 1859. – Genova, 8. ožujka 1952.) je bio talijanski general i vojni zapovjednik. Tijekom Prvog svjetskog rata zapovijedao je 10. i 4. divizijom, XX. i II. korpusom, te 2.  i 6. armijom na Talijanskom bojištu.

## Obitelj
Luca Montuori je rođen 4. svibnja 1859. u Avellinu. Sin je Nicole i Tommaine Montuori rođ. Soldutti. Godine 1892. sklopio je brak s Anninom Fano s kojom je imao dvije kćeri. Supruga Annina je preminula 1900. godine, nakon čega je sklopio drugi brak s Carlottom Margheritom Beyerle.

## Vojna karijera
Djetinjstvo je proveo u Irpiniji, nakon čega od listopada 1878. s 19 godina počinje pohađati Vojnu akademiju u Torinu. Po završetku iste služi u 5. pješačkoj pukovniji u kojoj je, u lipnju 1883., promaknut u čin poručnika. U lipnju 1888. unaprijeđen je u čin satnika, te raspoređen na službu u 1. artiljerijsku pukovniju. Od 1889. pohađa Ratnu školu u Torinu, nakon koje služi u Glavnom stožeru. Godine 1898. promaknut je u čin bojnika, te zapovijeda 2. bojnom 57. pješačke pukovnije Abruzzi. Zapovijedajući navedenom formacijom sudjeluje u gušenju Milanskog ustanka u svibnju 1898. za što je i odlikovan. 
U prosincu 1901. unaprijeđen je u čin potpukovnika, te dodijeljen na službu u Vojni geografski institut u Firenzi. Potom predaje logistiku u vojnoj školi, da bi 1907. kao vojni ataše bio upućen u Berlin. Te iste godine promaknut je u čin pukovnika. Po povratku u domovinu najprije služi u Glavnom stožeru, da potom preuzeo zapovjedništvo s 50. pješačkom pukovnijom Parma. Nakon što je u rujnu 1911. godine izbio Talijansko-turski rat sa svojom jedinicom upućen je u Libiju gdje ostaje dvije godine. Tu se ističe u Bitci kod Zanzura, nakon čega je u lipnju 1912. unaprijeđen u čin general bojnika. Nakon povratka u Italiju imenovan je 1914. zapovjednikom Brigade Pisa, da bi potom zapovijedao 3. brigadom alpina. Početkom 1915. imenovan je zapovjednikom Ratne škole. Navedenu dužnost nije međutim, dugo obnašao zbog talijanskog ulaska u Prvi svjetski rat

## Prvi svjetski rat
Nakon ulaska Italije u rat na strani Antante imenovan je zapovjednikom brigade Parma. Navedeno brigadom zapovijeda do početka lipnja 1915. nakon čega preuzima zapovjedništvo nad 10. divizijom koja je držala položaje u regiji Cadore. Ubrzo je, u rujnu 1915., promaknut u čin general poručnika. U prosincu postaje zapovjednikom 4. divizijom kojom pokušava zauzeti Monte Sabotino. U svibnju 1916. preuzima zapovjedništvo nad XX. korpusom zamijenivši na tom mjestu Ettorea Mambrettija. Zapovijedajući navedenim korpusom koji je držao položaje na visoravni Sette Comuni sudjeluje u borbama na Monte Plani, te u srpnju 1917. u Bitci na Ortigari.
U kolovozu 1917. imenovan je zapovjednikom II. korpusa kojim je do tada zapovijedao Pietro Badoglio. Navedeni korpus držao je položaje na Krasu, te s istim sudjeluje u Jedanaestoj bitci na Soči. Dana 12. listopada 1917., privremeno preuzima zapovjedništvo nad 2. armijom umjesto Luigija Capella koji je obolio. Usprkos toga što je obolio i što je bio hospitaliziran, Capello je i dalje stvarno zapovijedao 2. armijom, što uzrokovalo sukobe između njih dvojice, i što je dijelom bio i jedan od uzroka talijanskog neuspjeha u Bitci kod Kobarida. Pritom je Montuori slijepo izvršavao naredbe načelnika Glavnog stožera Luigija Cadorne koje često nisu bile u skladu sa situacijom na bojištu, što je još više povećalo talijanske gubitke i pad morala talijanske vojske. No usprkos toga, i posebice što je zatajio Badogliovu odgovornost kao zapovjednika XXVII. korpusa za katastrofu kod Kobarida, u ožujku 1918., imenovan je zapovjednikom 6. armije koja je držala položaje na visoravni Sette Comuni. Zapovijedajući 6. armijom sudjeluje u lipnju 1918. u Bitci na Piavi, te u listopadu u konačnom austrougarskom porazu u Bitci kod Vittorija Veneta.

## Poslije rata
Nakon završetka rata ostao je zapovijedati 6. armijom do srpnja 1919. godine kada je stavljen na raspolaganje. Njegov položaj se značajno popravio dolaskom fašista na vlast. Tako je imenovan u Vojno vijeće, te je u siječnju 1923. promaknut u čin generala armije. U svibnju 1928. imenovan je senatorom. Tijekom Drugog svjetskog rata, nakon pada fašizma i kapitulacije Italije, pristupa Talijanskoj Socijalnoj Republici koju je Mussolini po patronatom Njemačke ustrojio u sjevernoj Italiji. Zbog navedenog talijanski sud mu je u srpnju 1945. oduzeo titulu senatora. 
Luca Monuori preminuo je 8. ožujka 1952. u 94. godini života u Genovi.